# Plecoptera infuscata
Plecoptera infuscata là một loài bướm đêm trong họ Erebidae.